# مونته‌فالچیونه
مونته‌فالچیونه (به ایتالیایی: Montefalcione) یک کومونه در ایتالیا است که در استان آولینو واقع شده‌است. مونته‌فالچیونه ۱۵٫۱۵ کیلومترمربع مساحت و ۳٬۴۶۱ نفر جمعیت دارد و ۵۲۳ متر بالاتر از سطح دریا واقع شده.